# Az Éjfél Tornyai
Az Éjfél Tornyai a tizenharmadik, utolsó előtti kötete Az Idő Kereke sorozatnak, mely 2010-ben jelent meg. Robert Jordan és Brandon Sanderson közösen jegyzik, ugyanis Jordan a könyv írása közben meghalt, terjedelmes hátrahagyott jegyzetei alapján Sanderson fejezte azt be. 57 fejezetből, egy prológusból és egy epilógusból áll. A kötet borítóján Perrin Aybara látható, aki a Mah'alleinir nevű fegyvert kovácsolja, az Egyetlen Hatalom segítségével.
Jordan eredeti szándéka szerint a sorozat egyetlen nagy, "A Fény emlékezete" című könyvvel ért volna véget. Azonban a hatalmas terjedelmű hátrahagyott kéziratra és minden szál elvarrására tekintettel özvegye, Harriet Rigney, kiadója, a Tor Books, és Brandon Sanderson úgy döntöttek, szétszedik az anyagot három könyvre, és ebből ez lett a második, mely a "Változó szelek" címre hallgatott eredetileg.

## Cselekmény
|  | Alább a cselekmény részletei következnek! |

Lan Malkier felé tart, miközben a Fertőből trallokok törnek elő. Rand új emberként jön le Sárkánybércről: a jelenlétében elkezdenek virágozni és termést hozni a fák, és képes felismerni az árnybarátokat. Graendal, a Kitaszított, miután legutóbb szorult helyzetéből Aran'gar feláldozásával tudott csak megmenekülni, feddést kap, és egy új feladatot: Perrin megölését. Moridin segítségével megakadályozza Perrint abban, hogy tovább tudjon utazni, hogy az érkező trallok sereg végezhessen vele. Csakhogy Perrin, aki farkasálom képességeit azóta továbbfejlesztette, képes lesz arra, hogy kis lépésekben, de haladni tudjon, egészen Tar Valonig, ahová Mészáros is üldözi őt. A Mészáros megöli az álmok világában Ugrót, a farkast, akitől Perrin is tanult, így megakadályozva azt, hogy valaha újjászülethessen. Perrin és követői belebotlanak a Fény Gyermekeibe, akik nemrég megválasztották vezetőjükül Galad Damodredet. Perrin a seregével a Fény Gyermekeire támadó trallokok ellen vonul, de összecsapásra nem kerül sor.  Megvádolják Perrint több társuk meggyilkolásával és azzal, hogy ő hozta a trallokokat a Folyóközbe. Ő két gyilkosságot elismer, de a trallokok behozatalát és Bornhald úrkapitány megölését nem. Sem Galad, sem Perrin nem akarnak összecsapást emiatt, és amikor Galad észreveszi, hogy mostohaanyja, Morgase királynő is a menekültek között van, mindketten beleegyeznek hogy legyen ő a döntőbírájuk, mégpedig az andori törvények szerint. Perrin azzal védekezik, hogy mindkét illető meg akarta ölni a farkas barátait, és önvédelemből cselekedett, mégis bűnösnek nyilvánítják, mert Andorban a farkasok védelmében fellépni nem önvédelem. Galadra bízza az ítélet végrehajtását, viszont ő és Perrin megállapodnak abban, hogy utóbbi a Tamon Gai'don, az Utolsó Csata után veti magát alá ennek.
Perrin végre elfogadja, hogy nem kell félnie a benne lakó farkastól, mikor találkozik Noammal, egy másik farkasfivérrel. Egy harci pörölyt kovácsol, méghozzá az asha'manok és az aiel Tudós Asszonyok segítségével, mely az első fegyver a Harmadik Korban, amit az Egyetlen Hatalom segítségével kovácsolnak. Ezután megmenti Galadot és társait a trallokok támadásától - hálából Galad kegyelmet ad neki, és csapatával csatlakozik hozzá.
Rand is ellátogat a Fehér Toronyba és közli Egwene-nel a tervét: fel akarja törni a Sötét Úr börtönét védelmező valamennyi pecsétet Merrilor mezején. A részleteket később tervezi megbeszélni vele, de Egwene annyira megijed, hogy leveleket küld szét valamennyi királyság uralkodójának, hogy jöjjenek el a megbeszélt találkozási helyre. Rand és Egwene így hát hatalmas seregek felügyelete mellett beszélik meg, mi legyen a világ sorsa.
Egwene egy újabb Kitaszítottat, Mesaanát keresi. Nem akarja, hogy Gawyn Trakand legyen az Őrzője, annak megbízhatatlansága miatt. Gawyn leleplez egy seanchan bérgyilkost, Egwene viszont tévesen azt hiszi, hogy Mesaana áll ennek a hátterében. Egwene az aes sedai-ok, az aiel és seanchan bölcsek segítségével csapdát eszel ki. Mesaana bele is sétál és le is győzik, ám később újabb bérgyilkosok törnek Egwene-re, ezúttal álmában. Csak Gawynnek köszönhetően menekül meg, aki súlyosan megsérül, és Egwene csak úgy tudja megmenteni, hogy az Őrzőjévé teszi. Gawyn végre meggyőződik arról, hogy Rand nem ölte meg Morgase-t. Ami Graendalt illeti, őt Enyészek hurcolják el, hogy megbüntessék, miután őt hibáztatják három Kitaszított haláláért is.
Mat belebotlik egy gholamba nem messze Caemlyntől, visszaveri a támadását, ám azon jár az esze, hogyan szabadulhatna meg tőle végleg. Meglátogatja Elayne-t, akivel előbb egy új fegyver, egy ágyú megépítéséről beszélnek, majd Elayne másolatokat készít Mat rókafej alakú medáljáról. Ezek képesek megsebezni a gholamot és a következő összecsapásnál Mat sikeresen le is győzi a lényt egy Kapu segítségével. Ekkor megérkeznek Perrinék is: Morgase meggyőzi a lányát, hogy hagyja, hadd legyen Perrin a Folyóköz ura. Elayne hivatalosan is megválasztatja magát Cairhien királynőjének.
A Fekete Toronyban egyre több asha'man és aes sedai áll a sötétség oldalára. A jó oldalt Logain és szövetségesei képviselik, Mazrim Taim embereivel szemben. Miközben a seanchanok is felfedezik, hogyan tudnak gyorsan utazni a térben, Aviendha látomást lát az eljövendő Negyedik Korról, ahol a seanchanok országából létrejövő új civilizáció alatt bekövetkezik a technikai fejlődés, de az aielek félállati sorba süllyednek vissza és a kipusztulás szélére sodródnak.
Mat, Thom Merrilin és Noal Charin elindulnak megmenteni Moirane-t. Mat elcseréli az egyik szeme világát Moirane kiszabadulásáért cserébe, viszont mivel nem részletezi kellőképpen az eelfinek és az aelfinnek felé az alku árát, harcolniuk kell kifelé menet. Noal hátramarad, a többiek sikeresen megmenekülnek. Miután megmentik Moirane-t, kiderül, hogy a fókuszálási képessége jelentősen meggyengült. Thom megkéri a kezét, Moirane pedig az Őrzőjévé fogadja.
Caemlynt az Utakon érkező sötétség seregei kezdik ostromolni, Lan pedig tizenkétezres seregével Malkierbe érkezik, hogy csatába induljon a Fertő ellen.
|  | Itt a vége a cselekmény részletezésének! |

## Magyarul
- Az Éjfél Tornyai; ford. Varga Csaba Béla; Delta Vision Kiadó, Budapest, 2012 (Az idő kereke sorozat)